# 栓翅地锦
栓翅地锦（学名：Parthenocissus suberosa），又名栓翅爬山虎，为葡萄科地锦属的植物，是中国的特有植物。分布于中国大陆的广西、湖南、江西、贵州等地，生长于海拔500米至1,000米的地区，多生长于山坡崖石壁处，目前尚未由人工引种栽培。